# フランシスコ・フェルナンデス (ラグビー選手)
フランシスコ・フェルナンデス（Francisco Fernandes、1985年9月6日 - ）は、プロD2、ASベジエ・エローに所属するラグビーユニオン選手。

## プロフィール
- ポルトガル出身[1]。
- ポジションはプロップ(PR)。
- 身長 181cm、体重 115kg
- ポルトガル代表キャップは50（2025年1月現在）でラグビーワールドカップ2023のポルトガル代表に選ばれた[2]。

## 略歴
USティロスを経て、2011年、ASベジエに加入。